# Trzebiatkowa
Trzebiatkowa (kaszub. Trzebiôtkòwa; niem. Tschebiatkow, od 1928 Radensfelde) – wieś kaszubska w Polsce na Pojezierzu Bytowskim (w pobliżu północno-zachodniego obrzeża regionu Kaszub zwanego Gochami) położona w województwie pomorskim, w powiecie bytowskim, w gminie Tuchomie na trasie nieistniejącej już linii kolejowej (Lębork -) Bytów - Miastko, 1,2 km na południowy wschód od drogi krajowej nr 20 ze Stargardu do Gdyni. Miejscowość jest placówką Ochotniczej Straży Pożarnej.
W latach 1975–1998 miejscowość administracyjnie należała do województwa słupskiego.
Inne miejscowości z rdzeniem Trzebiat- : Trzebiatów

## Historia
W Trzebiatkowej odkryto jedno z najwspanialszych cmentarzysk kultury pomorskiej. Pierwsza wzmianka o wsi pochodzi z 1345 r. W czasach krzyżackich była wsią rycerską. Od XV do XVII wieku wchodziła w skład państwa Gryfitów, a następnie Brandenburgii (w ramach polskiego lenna - ziemi bytowsko-lęborskiej).
Trzebiatkowa jest starym siedliskiem kaszubskiej szlachty zagrodowej, wywodzi się stąd ród Trzebiatowskich. Po roku 1920, gdy na południe od wioski (niekorzystnie dla miejscowej ludności kaszubskiej) wytyczono granicę polsko-niemiecką miejscowość, stała się wioską nadgraniczną po stronie niemieckiej. Okres lat 20. XX wieku to nasilenie akcji zniemczania miejscowych Kaszubów (trwającego już od czasów pruskich). Obowiązująca do 1928 roku oficjalna nazwa miejscowości Tschebiatkow została jako nazbyt kaszubska lub nawet polska zmieniona na bardziej niemiecką - Radensfelde.
Na mapie województwa pomorskiego wydanej w 1923 przez lwowskie wydawnictwo "Atlas" miejscowość posiada polską nazwę Trzebiałkowo.

## Zabytki
- neogotycki kościół (należy do parafii w Kramarzynach), murowany z cegły z wieżą, powstał w 1912 r[4].

W Trzebiatkowej stoi obelisk z nazwiskami poległych w okresie I wojny światowej mieszkańców wsi.